# Пилипенкова гора
Пилипе́нкова гора — одна з Канівських гір, а також городище зарубинецької культури на південному-сході околиці м. Канів, на високому пагорбі корінного схилу долини Дніпра. Сусідня (розташована вище за течією Дніпра) з Чернечою горою.
Городище датується кінцем 3 ст. до н. е. — 1 ст. Площа близько 1,5 га. Розкопками розкрито 3 тис. м2, виявлено 38 жител, 112 господарських ям. Житла прямокутні, заглиблені до 0,5 м у материк, із глиняно-каркасними стінами та вогнищами. Поселення було захищене земляним валом із тином та ескарпами. Знайдено багато кераміки й залізних виробів, залишки ковальської майстерні, уламки античних амфор та інші матеріали. Вони свідчать про господарство зарубинецького населення, основними заняттями якого були землеробство та приселищне тваринництво. Планування поселення й структура його заселення вказує на общину у вигляді великої сім'ї (або кількох сімей — патронімій). В околиці городища досліджено кілька зарубинецьких селищ, які утворюють разом із ним систему поселень. Вона, ймовірно, фіксує територію одного з «малих» племен носіїв зарубинецької культури.

## Галерея

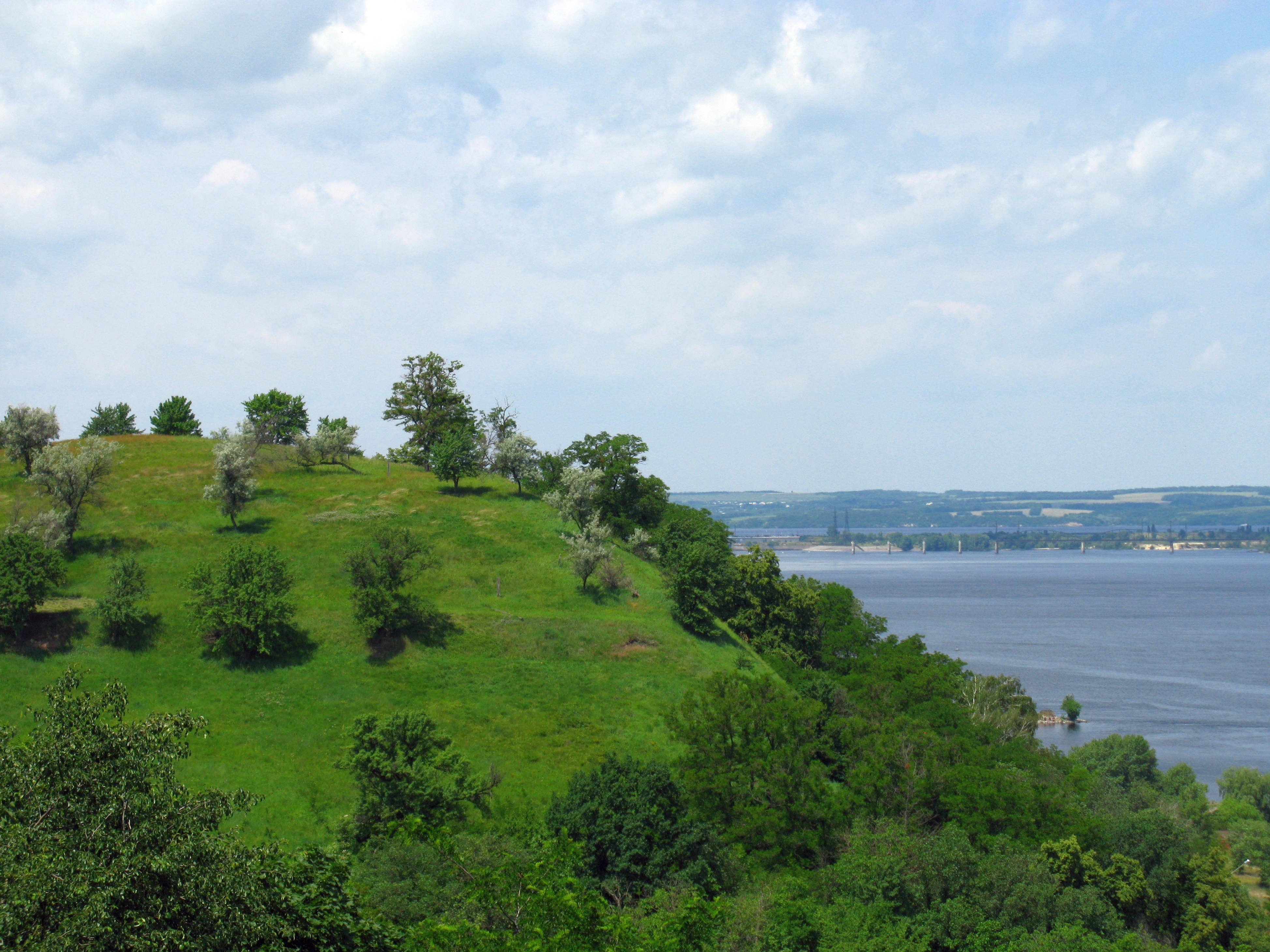
Вигляд на гору
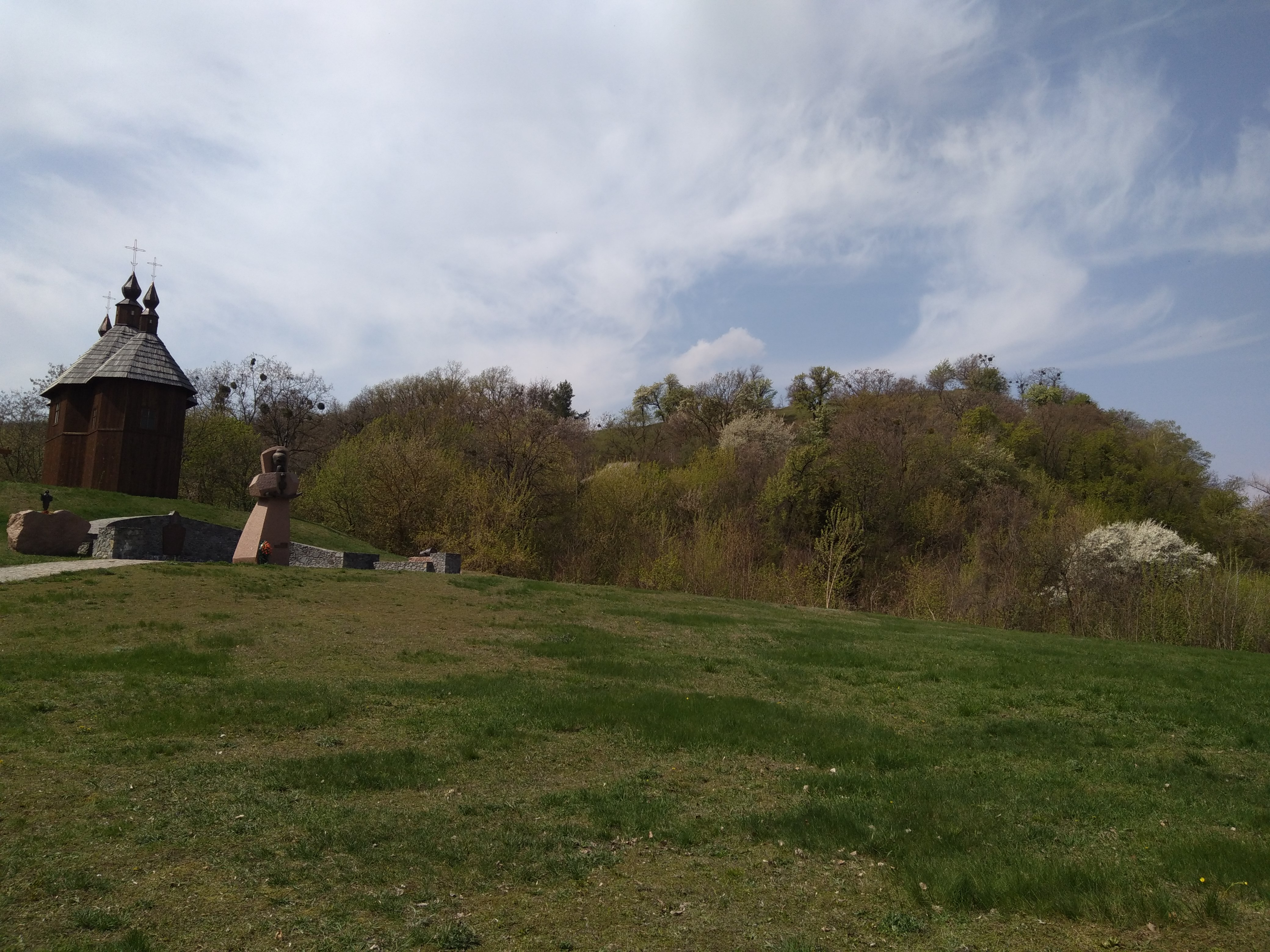
Пилипенкова гора, вигляд з підніжжя
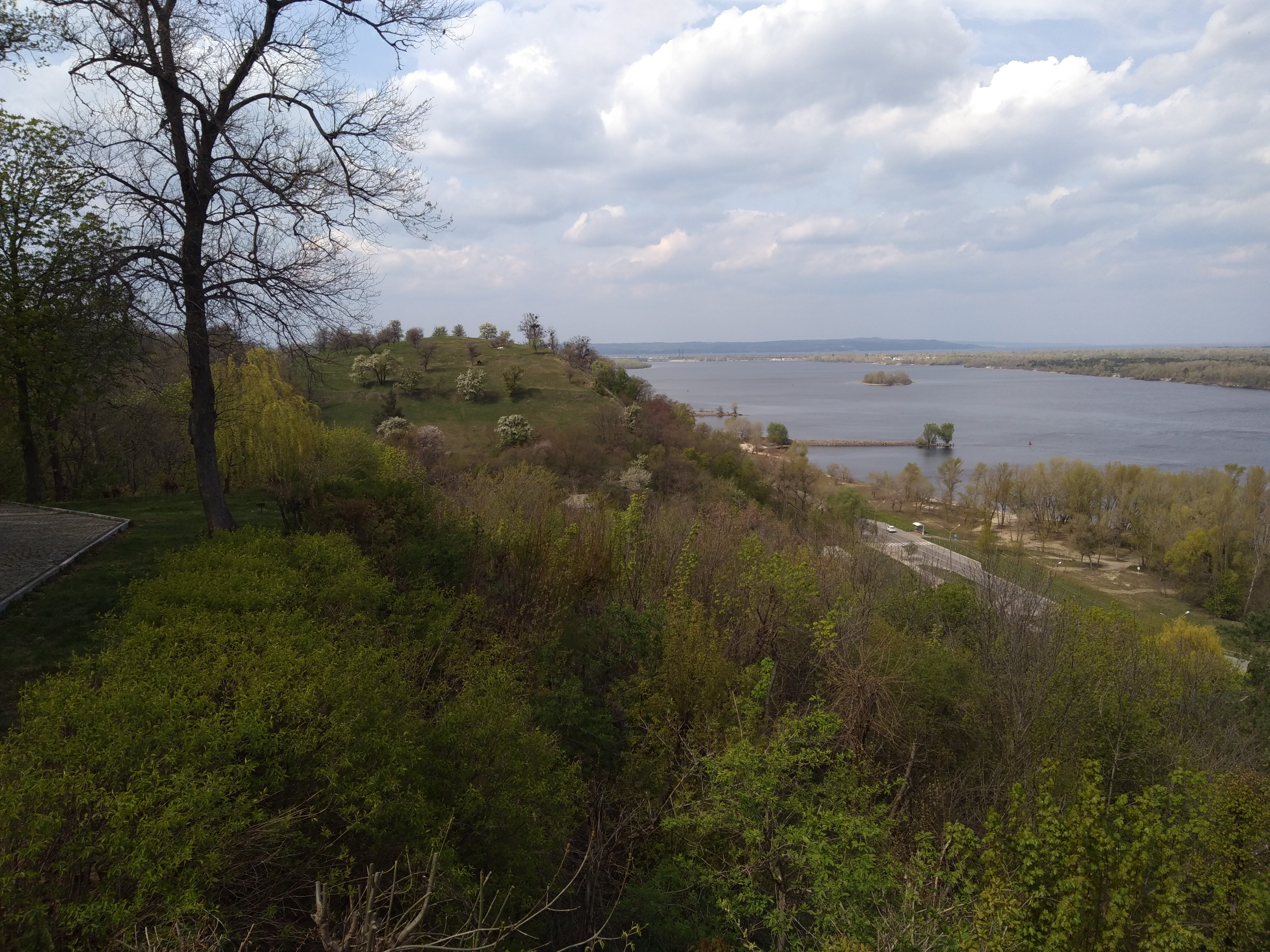
Пилипенкова гора, вигляд з Чернечої гори
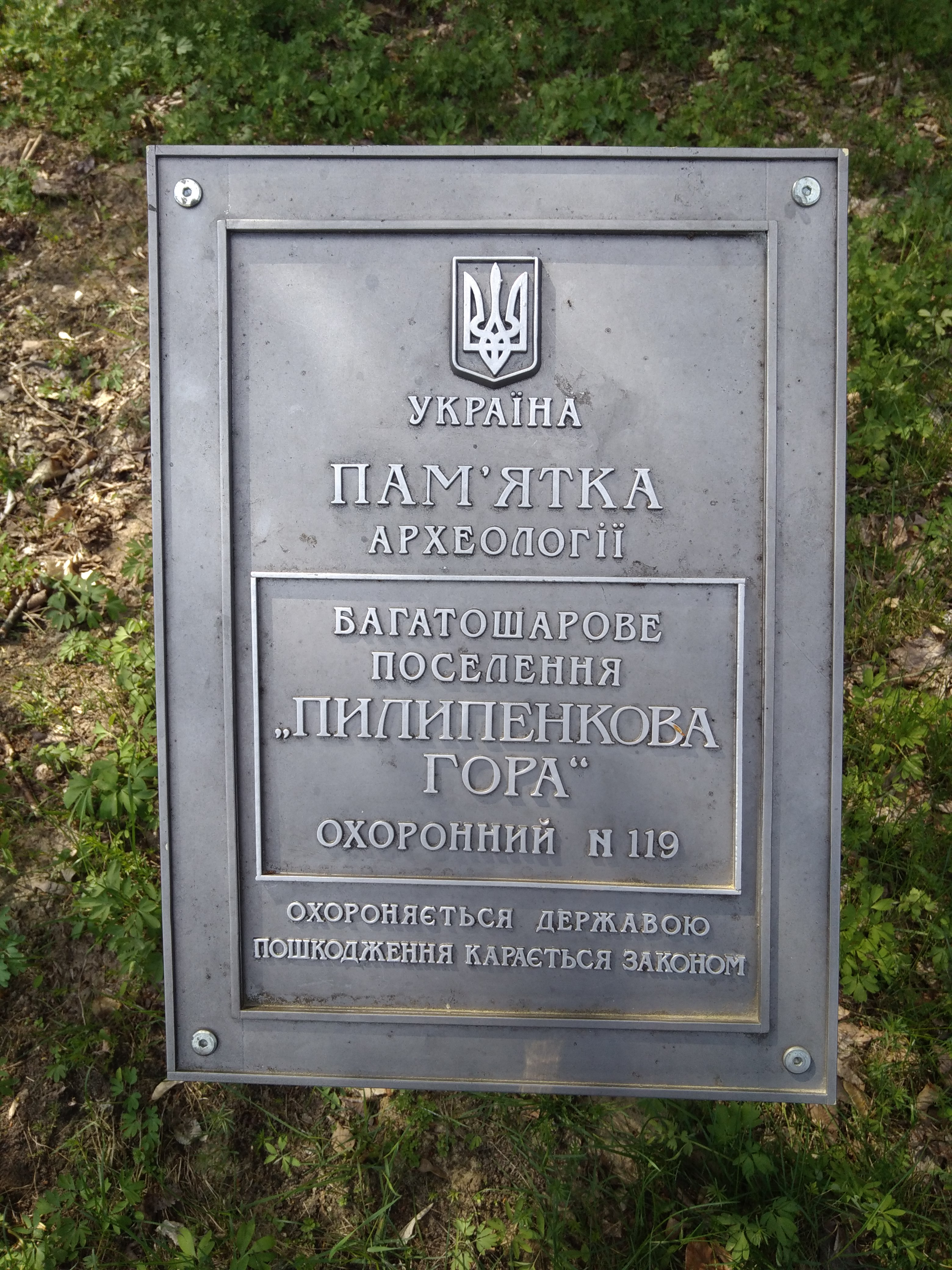
Охоронний знак